# Gigantorhynchida
Gigantorhynchida je red v razredu Archiacanthocephala.

## Družine
| Družina            | Število manjših skupin (vrsta, podvrsta ...) |
| ------------------ | -------------------------------------------- |
| Giganthorhynchidae | 75                                           |
| Gigantorhynchidae  | poznane vrste, ki niso javno dostopne        |